# Trachelophoridius
Trachelophoridius es un género de gorgojos de la familia Attelabidae. En 1929 Voss describió el género. Esta es la lista de especies que lo componen:
- Trachelophoridius alluaudi
- Trachelophoridius asperipennis
- Trachelophoridius clitostyloides Voss, 1943
- Trachelophoridius filicollis (Fairmaire, 1895)
- Trachelophoridius flavicornis (Gyllenhal, 1839)
- Trachelophoridius flaviventris
- Trachelophoridius inaequalis (Gyllenhal, 1839)
- Trachelophoridius minutus Voss, 1929
- Trachelophoridius naequalis
- Trachelophoridius olsufievi
- Trachelophoridius perrieri
- Trachelophoridius pusillus Hustache, 1939
- Trachelophoridius shawi
- Trachelophoridius tamatavoensis Voss, 1929
- Trachelophoridius vittipennis